# Никифоровское (Московская область)
Никифоровское — деревня в Одинцовском районе Московской области России. Входит в сельское поселение Никольское. Население — 10 человек на 2006 год, в деревне числятся 4 улицы. До 2006 года Никифоровское входило в состав Волковского сельского округа.
Деревня расположена на юго-западе района, в 8 км к северо-западу от города Кубинка, по правому берегу Москва-реки, высота центра над уровнем моря — 143 м.
Впервые в исторических документах деревня упоминается в начале XV века. По экономическим примечаниям 1800 года в деревне Никифоровская было 17 дворов и 96 крепостных душ. На 1852 год в казённая деревне Никифоровское числилось 25 дворов, 80 душ мужского пола и 125 — женского, в 1890 году — 333 человека. По Всесоюзной переписи 17 декабря 1926 года числилось 46 хозяйств и 211 жителей, по переписи 1989 года — 11 хозяйств и 15 жителей.